# 프랭크 다라본트
프랭크 다라본트(영어: Frank Darabont, 1959년 1월 28일 ~ )는 헝가리계 미국인 영화 감독, 영화 각본가이다. 헝가리 난민 태생으로, 각본가와 감독으로 활동하며 아카데미상에 3번, 골든 글로브상에 1번 후보로 올랐다. 대표작인 《쇼생크 탈출》, 《그린 마일》, 《미스트》로 유명하다.

## 약력
1959년 프랑스 몽벨리아르에 위치한 한 난민 수용소에서 헝가리 난민의 아들로 태어났다. 헝가리어 본명은 더러본트 페렌치 아르파드(Darabont Ferenc Árpád)이다. 그 후 가족과 함께 미국으로 건너와 로스앤젤레스에 정착하였다. 할리우드 고등학교 졸업 후 젊은 시절부터 영화제작 조수 일을 하면서 영화계에 발을 들여놓게 되었다.
1981년 《헬 나이트》라는 공포영화 작업에서 제작 조수로 일하면서 당시 제작자였던 척 러셀 감독을 만나게 된다. 그와 함께 《나이트메어 3: 꿈의 전사》과 50년대 공포영화를 리메이크한 1988년작 《우주생명체 블롭》의 각본 작업을 함께 하면서 작가 경력을 시작하게 된다.

## 필모그래피

### 영화
| 연도 | 제목                    | 원제                                        | 역할 | 역할 | 역할 | 비고          |
| 연도 | 제목                    | 원제                                        | 감독 | 각본 | 제작 | 비고          |
| ---- | ----------------------- | ------------------------------------------- | ---- | ---- | ---- | ------------- |
| 1983 |                         | The Woman in the Room                       | 예   | 예   |      | 단편 영화     |
| 1987 | 나이트메어 3: 꿈의 전사 | A Nightmare on Elm Street 3: Dream Warriors |      | 예   |      |               |
| 1988 | 우주생명체 블롭         | The Blob                                    |      | 예   |      |               |
| 1989 | 플라이 2                | The Fly II                                  |      | 예   |      |               |
| 1990 | 생매장                  | Buried Alive                                | 예   |      |      | 텔레비전 영화 |
| 1994 | 쇼생크 탈출             | The Shawshank Redemption                    | 예   | 예   |      |               |
| 1994 | 프랑켄슈타인            | Mary Shelley's Frankenstein                 |      | 예   |      |               |
| 1998 | 블랙 캣 런              | Black Cat Run                               |      | 예   |      |               |
| 1999 | 그린 마일               | The Green Mile                              | 예   | 예   | 예   |               |
| 2001 | 마제스틱                | The Majestic                                | 예   |      | 예   |               |
| 2002 | 발 킬머의 집행자        | The Salton Sea                              |      |      | 예   |               |
| 2007 | 미스트                  | The Mist                                    | 예   | 예   | 예   |               |

### 각본 자문 담당
- 더팬(1996)
- 이레이저(1996)
- 라이언 일병 구하기(1998)
- 마이너리티 리포트(2002)
- 콜래트럴(2004)
- 고질라(2014)
- 헌츠맨: 윈터스 워(2016)

### 기술팀 참여
- 헬 나이트(1981) - 제작 보조
- 시덕션(1982)
- 크라임 오브 패션(1984) - 의상
- 트랜서(1984) - 미술부 보조

### 카메오 출연
- 슬레이어(1998) - 뷰익 탄 남자 역
- 킹콩(2005) - 사격수3 역

### TV 프로그램
워킹 데드 시즌 9 극본 2018.10.07 ~ 2019.03.31
워킹 데드 시즌 7 극본 2016.10.23 ~ 2017.04.02
워킹 데드 시즌 5 극본 2014.10.12 ~ 2015.03.29
몹 시티 극본,연출 2013.12.04 ~ 2013.12.18.
워킹 데드 시즌 4 극본 2013.10.13 ~ 2014.03.30
워킹 데드 시즌 3 극본 2012.10.14 ~ 2013.03.31
워킹 데드 시즌 2 기획,극본 2011.10.16 ~ 2012.03.18
워킹 데드 시즌 1 기획,극본,연출 2010.10.31 ~ 2010.12.05.
레인즈 연출 2007.03.15 ~ 2007.04.27
영 인디아나 존스 극본 1992.03.04 ~ 1996.06.01.